# 溫哥華水族館
溫哥華水族館（英語：Vancouver Aquarium）是加拿大卑詩省溫哥華史丹利公園内一座公共水族館，除了是溫哥華其中一個主要旅遊景點外，也是一所海洋生物保育及復康研究中心。現時館内有796種物種，5萬隻動物。

## 历史
溫哥華公共水族館協會（Vancouver Public Aquarium Association）於1951年由數名卑詩大學魚類及海洋學教授成立，而水族館則於1956年6月15日正式開幕，當時館内樓面面積為9,000平方英尺（840平方），僱員人數為7人。水族館於1975年獲美國動物園及水族館協會認證，再於1987年獲加拿大動物園及水族館協會認證，並於同年被加拿大聯邦政府定為加拿大國家太平洋水族館（Canada's Pacific National Aquarium）。水族館現時的樓面面積達100,000平方英尺（9,300平方），僱員人數超過400人，自開幕至今遊客人數超過2700萬人次。

## 外部連結
- 维基共享资源上的相關多媒體資源：溫哥華水族館

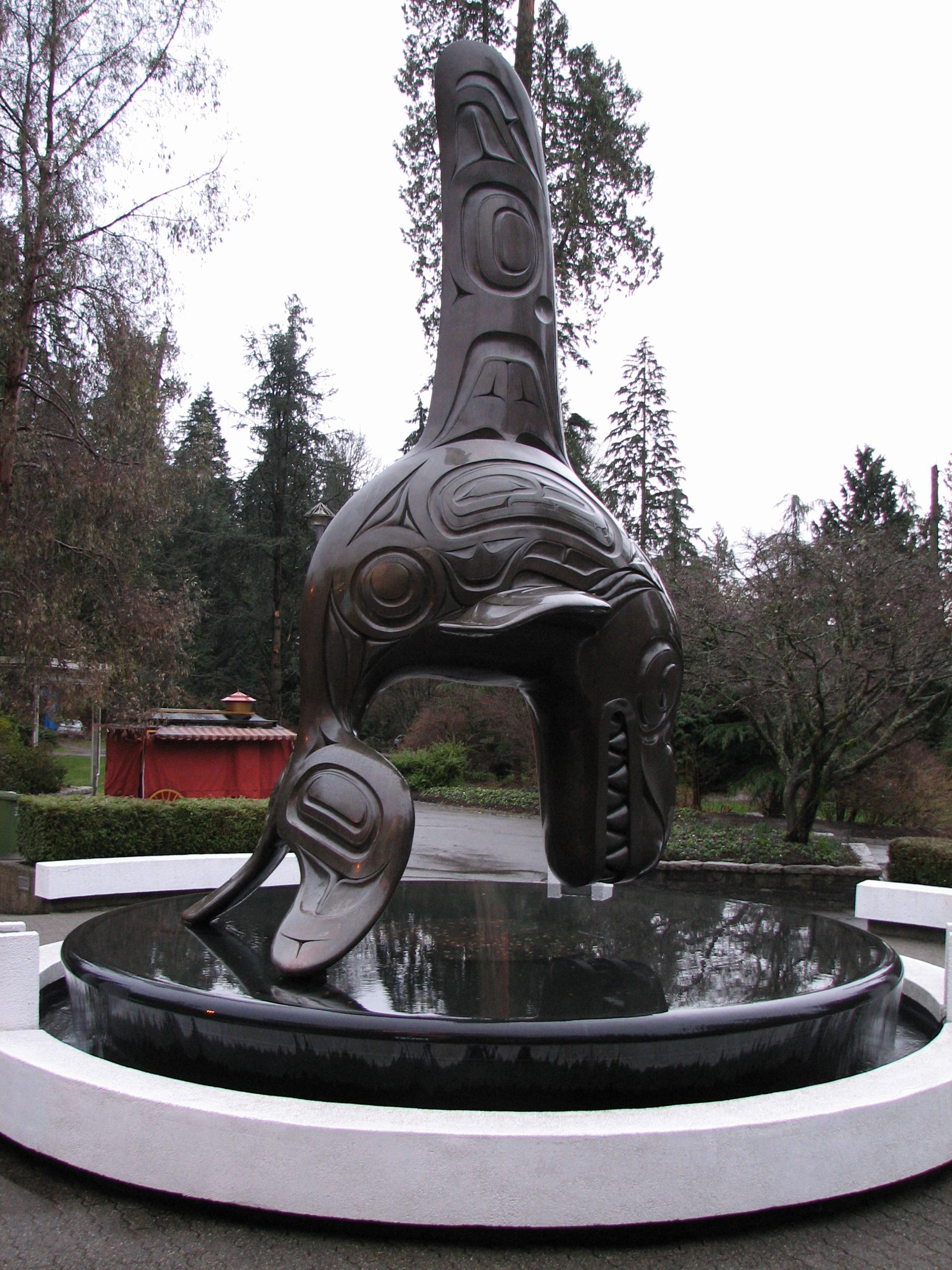
水族館大門外一座呈原住民風格的虎鯨雕塑

- （英文）Vancouver Aquarium （页面存档备份，存于）－溫哥華水族館網站